# Sabina (cesarzowa)
Sabina, Vibia Sabina (ur. ok. 85, zm. 136 lub 137) – córka Vibiusa Sabinusa i Matidii, siostrzenicy cesarza Trajana.
Od 100 roku była oficjalną małżonką późniejszego cesarza rzymskiego Hadriana. Ze względu na homoseksualność władcy ich związek pozostał bezpotomny.
Zmarła przed małżonkiem, prawdopodobnie ok. 135 r. n.e. Pośmiertnie na wniosek Hadriana senat zaliczył ją w poczet bogów, nadając jej tytuł Diva Augusta uwidoczniony na późnych monetach z okresu jego panowania.

## Wywód przodków
| 4. N.N.                        |  |                   |  |  |                 |
|                                |  | 2. Vibius Sabinus |  |  |                 |
| 5. N.N.                        |  |                   |  |  |                 |
|                                |  |                   |  |  | 1. Vibia Sabina |
| 6. Salonius Matidius Patruinus |  |                   |  |  |                 |
|                                |  | 3. Matidia        |  |  |                 |
| 7. Ulpia Marciana              |  |                   |  |  |                 |
|                                |  |                   |  |  |                 |